# Ella Rumpf
Ella Rumpf (Parijs, 4 februari 1995) is een Zwitserse actrice. Ze is met name bekend om haar rollen in de films Grave (2016), Tiger Girl (2016) en in de Netflix-serie Freud.

## Biografie
Ella Rumpf werd geboren in Parijs en werd tweetalig opgevoed in Zürich door haar Zwitserse vader en Franse moeder. Haar acteur debuut maakte ze in de Duits-Zwitserse film Draussen ist Sommer uit 2012, die in 2011 werd opgenomen en waarin ze een kleine rol speelde. In 2014 speelde ze de rol van Ali in de Zwitserse film Chrieg. Hiervoor werd ze genomineerd voor de Zwitserse Filmprijs als beste bijrol.
Na deze film verhuisde ze naar Londen om daar aan het Giles Forman Centre for Acting te studeren. In 2016 speelde ze een hoofdrol in de Frans-Belgische film Grave. Na de première van deze film op het filmfestival van Cannes vergaarde ze internationale bekendheid. Voor haar hoofdrol in de Duitse film Tiger Girl besloot ze haar studie af te breken en te verhuizen naar Berlijn.
In 2018 werd ze geselecteerd als een Révelation voor de César filmprijs.

## Filmografie

### Film
| Jaar | Titel                      | Rol      | Opmerkingen                           |
| ---- | -------------------------- | -------- | ------------------------------------- |
| 2012 | Draussen ist Sommer        | Mia      | kleine rol                            |
| 2014 | Chrieg                     | Ali      | bijrol                                |
| 2016 | Grave                      | Alexia   | hoofdrol, internationale titel: Raw   |
| 2017 | Tiger Girl                 | Tiger    | hoofdrol                              |
| 2017 | Die göttliche Ordnung      | Hanna    |                                       |
| 2018 | Asphaltgorillas            | Marie    |                                       |
| 2019 | Gut gegen Nordwind         | Adrienne |                                       |
| 2019 | Sympathie pour le Diable   | Boba     | Engelse titel: Sympathy for the Devil |
| 2020 | Lindenberg! Mach dein Ding | Susanne  |                                       |
| 2021 | Soul of a Beast            | Corey    |                                       |

### Televisie
| Jaar | Title                             | Rol          | Opmerkingen   |
| ---- | --------------------------------- | ------------ | ------------- |
| 2016 | Tatort: Kleine Prinzen            | Ava Fleury   |               |
| 2017 | Für dich dreh ich die Zeit zurück | Helena       | televisiefilm |
| 2020 | Freud                             | Fleur Salomé | hoofdrol      |
| 2022 | Tokyo Vice                        | Polina       |               |